# 2015 VX171
2015 VX171 est un objet transneptunien faisant partie des cubewanos.

## Caractéristiques
2015 VX171 mesure environ 190 kilomètres de diamètre.